# Pogonatum piliferum
Pogonatum piliferum là một loài Rêu trong họ Polytrichaceae. Loài này được (Dozy & Molk.) Touw miêu tả khoa học đầu tiên năm 1986.